# Paradislilja
Paradislilja (Paradisea liliastrum) är en art inom släktet paradisliljor (Paradisea) och familjen agaveväxter. Förekommer i södra Europas bergsområden, 900–2500 m. Odlas som trädgårdsväxt i Sverige.
Flerårig ört, 30–60 cm. Blad 4-7, 12–25 cm långa. Blommorna kommer 3-10 i en klase, vanligen ensidig. Kalkblad vita, 3–5 cm långa.

## Sort
'Major' - en mer robust sort med större blommor.

## Odling
Se paradisliljesläktet.

## Synonymer
- Anthericum graminiforme Dulac, 1867 nom. illeg.
- Anthericum grandiflorum Salisb., 1796 nom. illeg.
- Anthericum liliastrum (L.) L., 1762
- Czackia liliastrum  (L.) Andr.
- Czackia liliiflora Spreng., 1825 nom. illeg.
- Hemerocallis liliastrum L., 1753
- Liliastrum album Link, 1829 nom. illeg.
- Liliastrum liliiforme Kuntze, 1891 nom. illeg.
- Ornithogalum liliiforme Lam., 1779 nom. illeg.
- Paradisea hemeroanthericoides H. Mazzucato, 1811 nom. illeg.
- Phalangium grandiflorum St.-Lag., 1889 nom. illeg.
- Phalangium liliastrum (L.) Brotero, 1804
- Pleisolirion liliastrum (L.) Rafinesque, 1837